# عباس بوندو
عباس چرنور بوندو (زاده ۱۹۴۸ در گبینتی، ناحیه پورت لوکو) سیاستمدار، دیپلمات و رئیس فعلی مجلس سیرالئون است که از ۲۵ آوریل ۲۰۱۸ در سمت خود است بوندو با کسب ۷۰ رای در پارلمان به عنوان رئیس مجلس انتخاب شد. اپوزیسیون اصلی کنگره همه مردم، که بیشترین کرسی‌های پارلمان را به دست آورد، در اعتراض به روند انتخابات تحریم شد و نامزدی را برای رئیس مجلس معرفی نکرد. بوندو یک سیاستمدار کهنه‌کار، و متحد بسیار نزدیک و دوست شخصی رئیس‌جمهور سیرالئون جولیوس مادا بیو است.
بوندو قبل از اینکه به عنوان رئیس مجلس انتخاب شود، رئیس منطقه شمالی حزب مردم سیرالئون (SLPP) بود. او یکی از ارشدترین و یکی از تأثیرگذارترین اعضای حزب حاکم سیرالئون خلق است
بوندو برادر بزرگتر ابراهیم بوندو، عضو پارلمان اپوزیسیون اصلی کنگره همه خلق است.
بوندو از سال ۱۹۸۹ تا ۱۹۹۳ دبیر اجرایی جامعه اقتصادی کشورهای غرب آفریقا بود. بوندو رئیس چندین وزارتخانه در سیرالئون از جمله امور خارجه و کشاورزی بود. او در انتخابات ریاست جمهوری سیرالئون در سال ۱۹۹۶ کاندیدای ریاست جمهوری حزب مردم ترقی خواه (PPP) بود که اکنون منحل شده‌است، جایی که پس از کسب ۲٫۹ درصد آرا در دور اول رای‌گیری شکست خورد.
بوندو دارای مدرک لیسانس حقوق از دانشگاه ملی استرالیا و دارای مدرک کارشناسی ارشد حقوق و دکترای حقوق بین‌الملل از دانشگاه کمبریج در انگلستان است.

## اوایل زندگی
عباس چرنور بوندو در شهر روستایی گبینتی، ناحیه پورت لوکو در استان شمالی سیرالئون، که در آن زمان تحت کنترل بریتانیا بود، به دنیا آمد. بوندو در یک خانواده برجسته بوندو که از تبار فولا و تمنه هستند به دنیا آمد. عباس بوندو در یک خانواده مسلمان عمیقاً مذهبی بزرگ شد و یک مسلمان مؤمن است.

## تحصیلات
بوندو در مدرسه متوسطه سنت اندروز در بو، دبیرستان پسرانه متدیست در فری تاون و مدرسه متوسطه سنت ادوارد نیز در فری تاون تحصیل کرد. بوندو در دوران دبیرستان دانش آموز بسیار باهوشی بود و به شدت مورد تحسین دانش آموزان و معلمان خود بود.
بوندو بلافاصله پس از دبیرستان، سیرالئون را در جوانی ترک کرد و برای ادامه تحصیل به خارج از کشور رفت. او دارای مدرک لیسانس حقوق از دانشگاه ملی استرالیا و فوق لیسانس حقوق و دکترای حقوق بین‌الملل از دانشگاه کمبریج انگلستان است. او همچنین یک وکیل دادگستری است.

## حرفه
پست‌های متعدد بوندو شامل دستیار مدیر امور بین‌الملل و مشاور حقوق اساسی در دبیرخانه مشترک المنافع در لندن از ۱۹۷۵ تا ۱۹۸۲ است. دبیر اجرایی جامعه اقتصادی کشورهای غرب آفریقا (ECOWAS) از ۱۹۸۹–۱۹۹۳، پست‌های وزیر خارجه (۱۹۹۴–۱۹۹۵)، وزیر کشاورزی ۱۹۸۲–۱۹۸۵. و نامزد ریاست جمهوری در انتخابات ریاست جمهوری ۱۹۹۶ در سیرالئون. بوندو نتوانست حمایت زیادی را در انتخابات به دست آورد و کمتر از ۳۰۰۰۰ رای یا ۲٫۹ درصد از آرای ملی را به دست آورد. او کارشناس امور غرب آفریقا و کارشناس مشهور قانون اساسی و حقوق بین‌الملل است. بوندو تحلیلی انتقادی با عنوان دموکراسی به زور؟ از جنگ داخلی در سیرالئون نوشته‌است.

## مخالفت با رئیس‌جمهور مومو
در سال ۱۹۹۱، دکتر بوندو به شدت از دولت پرزیدنت جوزف سعیدو مومو به دلیل بندهایی که حزب آنها می‌خواست به قانون اساسی سیرالئون اضافه کند، انتقاد کرد. سپس او مجبور به ترک کنگره همه مردم (APC) شد.
دکتر بوندو در انتخابات ۱۹۹۶ به عنوان غیر دموکراتیک آزاد و منصفانه به رقابت پرداخت.

## کمپین ریاست جمهوری
در سال ۱۹۹۶، بوندو حزب سیاسی خود را تشکیل داد و برای ریاست جمهوری در سیرالئون نامزد شد. پیشنهاد او ناموفق بود.

## ادعای فساد و تبرئه
در سال ۱۹۹۶ بوندو به اتهام فروش غیرقانونی پاسپورت سیرالئون تحت برنامه سرمایه‌گذاری مهاجرت تحت تعقیب قرار گرفت. در اکتبر ۲۰۰۵، دولت سیرالئون پیگرد قانونی را کنار گذاشت و بوندو را از هرگونه تخلف بر اساس شواهد جدید تبرئه کرد که اگر در سال ۱۹۹۶ در دسترس بود، هیچ گونه پیگرد قانونی ایجاد نمی‌کرد.